# Séquelles (série télévisée)
 (mars 2016).
Si vous disposez d'ouvrages ou d'articles de référence ou si vous connaissez des sites web de qualité traitant du thème abordé ici, merci de compléter l'article en donnant les références utiles à sa vérifiabilité et en les liant à la section « Notes et références ».
Séquelles est une série télévisée québécoise en six épisodes de 45 minutes basée sur le roman policier Le Cri du cerf de l'auteure Johanne Seymour, réalisée par Louis Bélanger et diffusée du 6 avril au 4 mai 2016 à Séries+.

## Synopsis
Un cadavre est découvert dans le lac Cantons-de-l'Est au Québec, puis un second. Une traque est lancée pour attraper un tueur en série qui sévit dans la région.

## Fiche technique
- Scénariste : Johanne Seymour
- Réalisation : Louis Bélanger
- Producteur délégué : Martine Allard
- Producteur au contenu : Johanne Larue
- Producteur : Joceline Genest
- Producteurs exécutifs : Marleen Beaulieu, Louise Lantagne, Richard Speer
- Société de production : Attraction Images

## Distribution
- Céline Bonnier : Sergent Kate Macdougall (Poste de Brome-Perkins)[1],[2],[3]
- David Boutin : Sylvio Branchini (Pathologiste)
- Stéphane Crête : Sergent Jolicoeur (Bureau des Crimes Majeurs)
- Danny Gilmore : Sergent Todd Dawson (Poste de Brome-Perkins)
- Élise Guilbault : Marquise Létourneau (Psychologue)
- Stéphane Jacques : Sergent Labonté (Bureau des Crimes Majeurs)
- Roger Léger : Lieutenant Gendron (Poste de Brome-Perkins)
- Alexis Martin : Sergent-chef Brodeur (Bureau des Crimes Majeurs)
- François Papineau : Lieutenant Paul Trudel (Bureau des Crimes Majeurs)
- Sarah Dagenais-Hakim : Julie

## Épisodes
1. Les Secrets de l'enfance
2. Veux-tu jouer avec moi ?
3. La Mort à travers moi
4. L'Album
5. C'est à ton tour
6. Le Cri du cerf